# Arquea metanógena
Las arqueas metanógenas son microorganismos procariontes que viven en medios estrictamente anaerobios y que obtienen energía mediante la producción de gas natural, el metano (CH4). Gracias a esta característica, este tipo de organismo tiene una gran importancia ecológica, ya que interviene en la degradación de la materia orgánica en la naturaleza, y en el ciclo del carbono.
Las metanógenas son un grupo filogenéticamente heterogéneo en donde el factor común que las une es la producción de gas metano y sus cofactores únicos.

## Historia
El padre Carlo Campi notó que en lago Maggiore aparecían burbujas provenientes del fondo con extrañas propiedades. Inmediatamente, avisó a su amigo Alessandro Volta, quién tenía interés en este tipo de sucesos.
En 1776, Alessandro Volta escribió sus descubrimientos. Su experimento consistía en remover el fondo de la orilla del lago y recoger las burbujas que se desprendían en una botella de boca muy ancha, posteriormente introducía una vela y apreciaba la formación de una llama azul, en la boca de la botella. Por tanto, el gas obtenido debía ser menos denso que el aire y necesitaba estar en contacto con la atmósfera para entrar en ignición.
Volta logró, con sus estudios en combustible gaseoso, interesar a otros científicos en este campo y con ello iniciar la fundación del estudio de la formación biológica del metano. Sin embargo no fue el único en hacer estas observaciones en los gases producidos en ciertos ríos y lagos. Thomas Paine y George Washington llegaron a sus mismos resultados en los arroyos y ríos de Rocky Hill el 5 de noviembre del año de 1783, sin conocer el trabajo de Volta.
El primero en identificar que el metano era formado por un proceso microbiológico, fue un estudiante de Pasteur, Béchamp en 1868. Estudió previamente la descomposición del azúcar y agregó parte de una muestra que obtuvo de una laguna, posteriormente, cuando estas sustancias fueron agregadas a un medio inorgánico simple y encubado en ausencia de oxígeno, observó que la fermentación resultante era producida por organismos vivos a los que nombró Microzyma cretae. Los describió superficialmente, pero resaltó que estos microorganismos podían realizar una descomposición a partir de alcohol etílico y carbonato de calcio, produciendo metano, CO2 y ciertos ácidos. Esta fue la primera demostración de la formación biológica del metano a partir de simples compuestos de carbono.
Tappeiner (1882) logró probar de modo más adecuado el origen del metano a partir de microorganismos, identificando en diferentes lugares (como intestinos de animales) a seres anaerobios con características similares (productores de metano) que solo reacionan en medios sin tratamientos específicos. Posteriormente, se identificarían como los metanógenos que hoy conocemos.
Los experimentos de Popoff, Tappeiner, y Hoppe-Seyler en la utilización de celulosa para los cultivos de los microorganismos recolectados, demostraron que es posible la formación de metano, CO2, hidrógeno y ácidos en el interior de los intestinos de animales herbívoros.
En 1933 se aislaron organismos que podían oxidar hidrógeno y reducir compuestos monocarbonados como el dióxido de carbono, monóxido de carbono, formiato, formol y metanol (Stephenson & Stickland).
En 1936, año que marcó el principio de la era moderna en el estudio de la metanogénesis, H.A Barrer informó de sus experimentos con metanógenos y brindó las bases científicas para el estudio de la fisiología de la metanogénesis. Una importante aportación de este científico fue el desarrollo de un proceso adecuado para crear un medio de cultivo apropiado para el crecimiento de los metanógenos.
En la década de los cincuenta comenzó la era definitiva en el examen de la conversión del grupo metil a metano, en los laboratorios Baker. Diez años después se extendió exhaustivamente el estudio de la fisiología de las células de los metanógenos y las enzimas que intervienen en la metanogénesis. En los setenta el estudio de la metanogénesis logró relevantes descubrimientos en las coenzimas y condiciones atmosféricas para la adecuada producción de metanógenos. Así como identificación de las arqueobacterias y con ellas la filogenia de los metanógenos.

## Filogenia y diversidad
De acuerdo al análisis filogenético del ARN ribosómico 16S, las metanógenas están clasificadas en el grupo de los procariontes, y en el subgrupo de las arqueas. Esto se puede confirmar al ver que las metanógenas son microorganismos unicelulares sin núcleo definido y su pared celular no es de peptidoglucano como la de las bacterias, sino de pseudomureína.
Más específicamente, dentro del dominio Archaea, existen cuatro reinos diferentes: el reino Thermoproteati, formado por especies marinas y por hipertermófilos, el reino Promethearchaeati que incluye los parientes más cercanos a los eucariotas, el reino Nanobdellati que incluye las nanoarqueas y el reino Methanobacteriati, donde justamente se encuentran las arqueas metanógenas y los halófilos extremos.
Actualmente, se conocen cerca de sesenta especies diferentes de metanógenas, y a pesar de constituir un grupo filogenético coherente, este grupo no es homogéneo. Existen grandes diferencias fisiológicas y morfológicas entre ellas. Por este motivo se han hecho cuatro subdivisiones, formando las siguientes clases: Methanobacteria, Methanococci, Methanomicrobia y Methanopyri. Estas clases se subdividen en órdenes y familias. De la misma forma, las familias se dividen en géneros, y después en especies.
Lo interesante, es que en cada familia y hasta en cada género, encontramos organismos con morfología diferente, por ejemplo, dentro de la familia Methanomicrobiaceae, hay metanogenas en forma de cocos, de espiral y de bastón. De la misma forma, dichos microorganismos, se encuentran en diferentes ambientes, y por ende, tienen metabolismos diferentes, al reducir sustratos diferentes para obtener metano.

## Metanogénesis
La característica que identifica a las metanógenas es su metabolismo productor de metano (CH4). La generación de este hidrocarburo no es realmente el objetivo de dichas arqueas, en realidad la función de este proceso metabólico es la obtención de energía en forma de ATP, o de moléculas destinadas para la biosíntesis. Generalmente esta reacción se realiza a partir de dióxido de carbono (CO2) y de hidrógeno (H2), donde el CO2 es un aceptor de electrones que es reducido gracias a los electrones suministrados por H2. Puede considerarse, por tanto, una respiración anaeróbica. De forma simplificada, la reacción de este proceso, puede ser escrita de la siguiente manera:
Pero existen otras formas de realizar la metanogénesis según los sustratos que se encuentren en el medio, por ejemplo se puede efectuar a partir de formato (HCOO - ), de monóxido de carbono (CO), de piruvato (CH3COOCOH), de metanol (CH3OH), de acetato (CH3COO - ), entre otros. Dado que se utilizan compuestos orgánicos, pueden considerarse fermentaciones, como en el caso del ácido acético:
Estas diversas reacciones no suceden espontáneamente, por el contrario, la flecha de la reacción es en realidad, una especie de resumen de múltiples reacciones que tienen lugar dentro de las metanógenas. Y para que estas reacciones se realicen, necesitan ciertas coenzimas exclusivas de las metanógenas, que se dividen en dos tipos, el primero contiene a los portadores C1 que transportan los carbonos desde el sustrato inicial hasta el metano. En este tipo de portadores encontramos al metanofurano, a la tetrahidrometanopterina, coenzima M (CoM). El otro tipo de coenzimas exclusivas son las coenzimas redox que suministran los electrones necesarios para la reducción de CO2 a CH4 y que intervienen en las diferentes etapas de la metanogénesis, las cuales son el factor 420 (F420), la coenzima B (CoB), el complejo enzimático metil-reductasa así como la coenzima F430.

## Ecología

### Hábitats
Sedimentos acuosos. En los sedimentos, en el fondo de lagos, ríos y charcas, donde organismos anaerobios aprovechan los desechos de organismos aerobios. Primero bacterias fermentativas sintetizan enzimas hidrolíticas, catalizando la degradación de polímeros complejos en monómeros. Después fermentan los productos solubles a H2 y CO2, mediante la transferencia interespecie de H2 (bacterias acetogénicas productoras de H2 catalizan la oxidación de alcoholes y ácidos grasos) obteniendo H2, CO2 y ácidos grasos que finalmente las metanógenas ocupan para producir metano. 
Habitats marinos. Se presentan del mismo modo que en los sedimentos acuosos, pero con especies halerantes y halofóbicas. Otro tipo se encuentra sobre todo en fuentes ricas en sulfato, como las chimeneas marinas. Las metanógenas generan metano a partir de aminas metiladas, aldehídos y tioles. Las diferentes reacciones no son hechas por una sola especie, sino la interacción de varios microorganismos, muchos de ellos no estudiados aún.
Animales rumiantes. Polímeros (como la celulosa) que se encuentran en el rumen de los rumiantes (vaca, ñu, oveja, etc.) son fermentados por bacterias a cadenas más cortas, como ácidos grasos, H2 y CO2, que las metanógenas ocupan, desechando metano. Esto le sirve al animal para tener acetato, propionato y butirato como fuente de energía. Los gases, dióxido de carbono y metano, son desechados por el animal mediante eructos y en los excrementos.
Termitas. Algunas termitas, como las Xylophagous spp. tienen densas poblaciones de distintos procariontes en su sistema digestivo para poder digerir los polímeros complejos de la madera. Las metanógenas no están directamente en los estómagos de las termitas, sino dentro de alguna bacteria o protozoario que a su vez está dentro de la termita.
Otros animales. Se encuentran en alguna parte del tracto digestivo de muchos herbívoros, como el caballo o nosotros. En el humano, los polímeros indigeribles, provenientes de alimentos como el frijol, van al colon, donde son fermentados por otro consorcio de microorganismos, que incluye metanógenas. Esto ocurre en alrededor del 30-40 % de la población humana, y el metano es expulsado mediante flatulencias.

### La metanogénesis y el ciclo del carbono
La conversión de CO2 en CH4 por las metanógenas hace que el ciclo del carbono, las metanógenas y la metanogénesis estén íntimamente ligados.
Las metanógenas son parte importante del ciclo del carbono, ya que retornan este a la atmósfera desde condiciones anaeróbicas, en vez de que se acumule gradualmente en los lechos acuosos y atmósfera. Debido a las relaciones simbióticas que mantienen con organismos tales como el ganado y termitas, otra gran cantidad de metano es liberado.
En el caso del metano producido en fondos marinos o lechos de lagos, la mayoría (alrededor del 90 %) es consumido por las arqueas metanotrópicas, en una serie de reacciones de oxidación de 2-electrones. Dichas arqueas se encuentran por lo general en el límite entre medios anaerobios y aerobios y son organismos quimioheterótrofos. Oxidan el CH4 y producen CO2, pero no generan H2 por lo cual no se trata del proceso inverso de la metanogénesis.
En algunos hábitats, no todo el metano es consumido y alcanza la atmósfera. Esto se da principalmente en sedimentos pantanosos y en sembradíos de arroz. El metano puede difundirse fuera de los sedimentos y alcanzar la atmósfera antes de oxidarse, ser transportado directamente en burbujas o salir del sistema anaeróbico a través del sistema vascular de las plantas.
El metano producido por metanógenas en el interior de los sistemas digestivos de algunos mamíferos, como los rumiantes y los seres humanos, se libera directamente a la atmósfera en forma de gases intestinales expulsados mediante eructos u evacuaciones. Un proceso de simbiosis similar se da en las termitas, sin embargo, no se sabe con certeza cuanto metano liberan, ya que solo digieren por este medio una fracción del carbono, por lo cual, los valores estimados para su producción de metano no son del todo certeros.
El metano atmosférico eventualmente alcanza la estratosfera, donde reacciona con radicales libres, comúnmente hidroxilos, formando CH3, mismo que puede participar en reacciones que lleven a la formación de ozono o, por el contrario, a su destrucción. Su interacción con el radical cloro provoca el agotamiento del ozono. La oxidación del metano en la estratosfera puede ser también una fuente importante del agua que forma nubes de hielo a una altitud de 85 km.

### Impacto global
El metano es un gas invernadero importante. Aunque su concentración atmosférica actual, 1,7 ppm (por volumen) es considerablemente menor que el índice de dióxido de carbono. Cada molécula de metano se considera entre 62 y 23 veces más efectiva que el CO2 como gas de efecto invernadero. Por esto, es el segundo gas invernadero más importante, contribuyendo con un calentamiento del 25 % de lo que el dióxido de carbono hace.
El metano atmosférico a lo largo de los años puede medirse mediante burbujas de hielo en los polos a diferentes profundidades. A partir de esto se ha determinado su incremento en 1 % por año. Del mismo modo se sabe que se mantenía relativamente constante a 0,8 ppm de 1600 a 1850, cuando empezó a incrementarse hasta el 1,7 ppm actual.
El punto obvio es que el metano atmosférico se encuentra en una concentración no vista desde hace 160 000 años. Semejante variable puede asociarse de inmediato con la actividad humana, como es fácil hacer en estos tiempos. Sin embargo, contrario a lo que el pensamiento común dictaría, esto no se debe directamente a nuestras actividades industriales, sino al inocente e inadvertido metabolismo de las metanógenas.
El rumen del ganado, los sembradíos de arroz son de los hábitats donde el metano producto de la metanogénesis es liberado a la atmósfera. Hábitats que corresponden a una parte importante de la fuente de alimento humana, y que por consiguiente han aumentado su cantidad conforme los requisitos de la población mundial. A lo cual se suma producido por desechos enterrados.
Aunque su producción sea biogénica, en última instancia es causada por el ser humano. Si al total de emisiones quitamos aquellas que directa o indirectamente son causadas por nosotros, nos encontramos con que el total antropogénico se estima en 302-715×1012 g/año. Producto de procesos y desperdicios industriales, ganado, sembradíos de arroz y quema de biomasa, principalmente.
El cambio climático es un tema controvertido, complejo y relacionado con intereses científicos, políticos, económicos y sociales de toda la humanidad, por lo que su discusión es un proceso lento (demasiado lento) y complicado. Sin embargo, podrían tomarse medidas respecto a las emisiones de metano. Un primer paso sería empezar por el ganado, donde ya se han logrado modestos decrementos al tratarlos con antibióticos ionopóricos. De igual modo, puede ser que adoptar ciertas prácticas en el manejo de cultivos de arroz reduzca sus emisiones de metano.
Se trata de un asunto serio en el cual desafortunadamente impera la ignorancia. Las metanogénesis ha existido desde etapas tempranas de la vida y el metano es parte importante del ciclo del carbono al evitar que el CO2 quede atrapado en los sedimentos y el ciclo se detenga. Afortunadamente, se está investigando al respecto y existen proyectos para reducir la producción de metano en los cultivos de arroz y los ranchos de ganado.

### Biotecnología
Resulta irónico que, por un lado, los hidrocarburos que utilizamos como fuente de energía estén agotándose y, por el otro, un gas útil para el mismo propósito se esté produciendo y liberando a la atmósfera en concentraciones potencialmente peligrosas. La idea de utilizar a las metanógenas para producir metano no es nueva. Ya existen "colectores de metano" que utilizan el estiércol de vacas y chivos para extraer metano y utilizarlo como combustible. En los basureros urbanos de materia orgánica y en los lodos de purificadoras de aguas negras es común encontrar metanógenas, por lo que existen algunos sistemas para captar el metano y aprovecharlo. Desafortunadamente, utilizar a estas archeas ha resultado más difícil de lo que parecía, por lo que más investigación es necesaria.